# Infanteria de Marina Russa
La Infanteria de Marina Russa (rus: Морская пехота; transliterat: Morskaia Pekhota) és la força amfíbia de la Marina Russa. La primera unitat d'infanteria naval va ser creada el 1705, i des de llavors ha lluitat a les Guerres Napoleòniques, la guerra de Crimea, la guerra russojaponesa i la I i la II Guerra Mundial. Sota el comandament de l'almirall Gorxkov la Marina Soviètica amplià l'expansió de la Infanteria de Marina i la desplegà per tot el món en nombroses ocasions. Igual que la resta de les Forces Armades Soviètiques ha passat temps durs després de la dissolució de la Unió Soviètica i va veure com es reduïa la seva mida.
La Infanteria de Marina russa és comandada pel Vicecomandant per la Infanteria Naval/Comandant del Cos d'Infanteria Naval, Major General Alexandr Kolpatsenko. Actualment està supeditada a la Flota del Mar Negre, a més de dos batallons a la Flotilla Soviètica del Caspi. El seu lema és "Allà on som nosaltres, allà hi ha la victòria!"

## Història

### Segles XVIII i XIX
Cap a la segona meitat del segle xvi, per ordre del tsar Ivan IV, es creà un equip especial d'arquers com a part de les tripulacions de les naus de la flota que podria considerar-se com el prototipus de la infanteria de marina. El 1669 la fragata Oriol tenia un equip de 35 soldats de marina (arquers de Nijni Nóvgorod), capitanejats per Ivan Domojirovim, dissenyat per a les accions d'abordatge i desembarcament. Durant les campanyes d'Azov, membres dels regiments Preobrajenski i Semenovski actuaren com a infants de marina. Entre 1701-1702 diversos grups de l'exèrcit imperial que operen en petites naus a les flotilles dels llacs suecs Lagoda i Peipsi. Estaven formats per membres dels regiments Ostrovski, Tolbukhin, Tirtov i Ixnevetsova, realitzant diversos abordatges que derrotaren la flota sueca, que comptaven amb grans velers, amb una poderosa artilleria i amb tripulacions professionals. Al maig de 1703, el tsar Pere I va participar en un desembarcament, quan la desembocadura del riu Nevà va ser capturada per dos vaixells suecs.
El 27 de novembre de 1705, seguint un decret de Pere I, un regiment "d'equipatge naval" (rus: морской экипаж) o, en altres termes, equipats i subministrats per la Marina Imperial Russa, compost per 4.254 membres, va ser format per operacions d'abordatge i desembarcaments, als vaixells de la Flota del Bàltic. La 4a companyia va ser registrada com a capitanejada per Pere Aleksèievitx Romànov, és a dir, el mateix tsar Pere I. El cos s'associà amb la lluita per l'accés a Rússia al mar d'Azov i al mar Bàltic.
Durant el segle xviii, la infanteria naval russa participà en diverses victòries històriques, incloent la de Gangut (1714), la ruta de la Marina Turca al port de Cesme el 1770, o la captura de la fortalesa d'Izmaïl al Danubi el 1790.
El 1799, durant les Guerres Napoleòniques, la infanteria naval russa capturà la fortalesa francesa a l'illa de Corfú. Al mateix temps, una força de desembarcament russa capturà Nàpols i entrà als Estats Pontificis.
Durant la Guerra de la Sisena Coalició, la infanteria naval russa es distingí contra La Grande Armée a les batalles de Borodino (1812), Kulm (1813) i el setge de Danzig.
Entre 1854 i 1855, la infanteria naval defensà Sebastòpol contra les tropes britàniques, franceses i turques.
El 1904 defensaren Port Arthur contra els japonesos.

### La Unió Soviètica

#### II Guerra Mundial

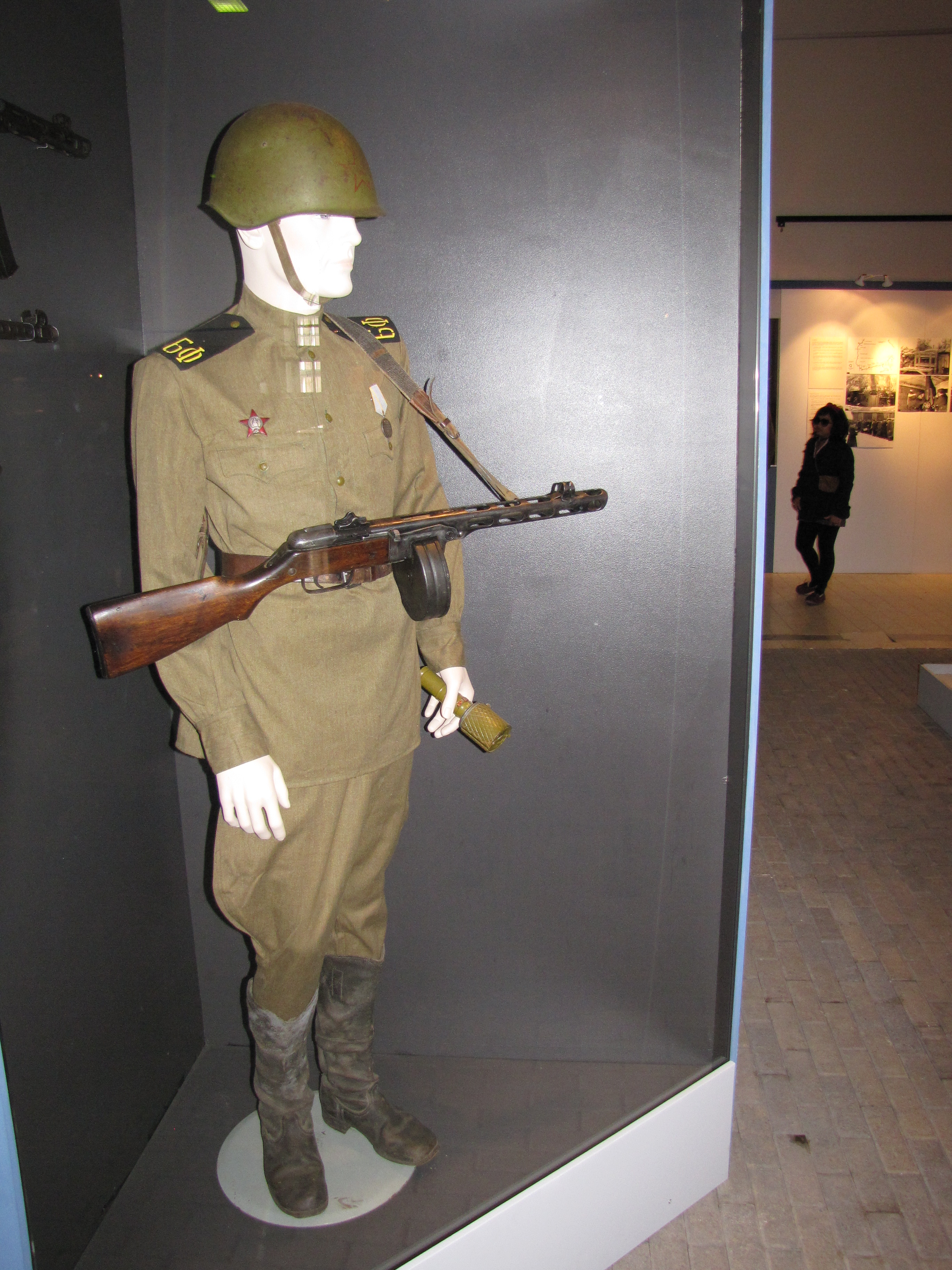
Uniforme d'infant de marina, 1943.

Durant la Gran Guerra Patriòtica uns 350.000 mariners de la Marina Roja van lluitar a terra. A l'inici de la guerra, la marina només tenia una única brigada de marines a la Flota del Bàltic, però començà formant i entrenant d'altres batallons. Entre aquests trobem:
- sis regiments d'infanteria naval, formats per 2 batallons, cadascun de 650 membres
- 40 brigades d'infanteria naval de 5-10 batallons, formada per excedents de les tripulacions dels vaixells. Cinc brigades van rebre el títol d'Unitats de la Guàrdia
- nombroses unitats menors.

La situació militar exigia el desplegament de grans quantitats de marines als fronts terrestres, de manera que la Infanteria Naval contribuí a les defenses de defensa de Moscou, Leningrad, Odessa, Sebastòpol, Stalingrad,  Novorossisk i Kertx.
La Infanteria Naval realitzà 114 desembarcaments, la major part realitzats per seccions i companyies. Però en general la infanteria de marina serví majorment com a infanteria, sense cap entrenament amfibi.
Van realitzar quatre grans operacions: dues durant la batalla de la península de Kertx, una durant la batalla del Caucas i una com a part dels desembarcaments a Moonsund, al Bàltic.
Durant la guerra, cinc brigades i dos batallons de la infanteria de marina van rebre el títol d'unitats de la Guàrdia. Nou brigades i sis batallons van ser condecorats, i diverses més van rebre títols honorífics. 122 membres de les diverses unitats de la infanteria de marina van rebre el títol d'Heroi de la Unió Soviètica.
L'experiència soviètica en la guerra amfíbia durant la II Guerra Mundial contribuí al desenvolupament de l'art operatiu soviètic en operacions d'armes combinades. Diversos elements de la infanteria naval van rebre entrenament paracaigudista i la infanteria de marina realitzà més salts i més operacions paracaigudistes d'èxit que el mateix VDV.
La Infanteria de Marina va ser dissolta el 1947, amb diverses de les seves unitats sent transferides a la Força de Defensa Costanera.
L'única dona en comandar una unitat d'infanteria de marina durant la Gran Guerra Patriòtica va ser la tinent Evdokia Zavali, que comandà una secció.

#### La Guerra Freda

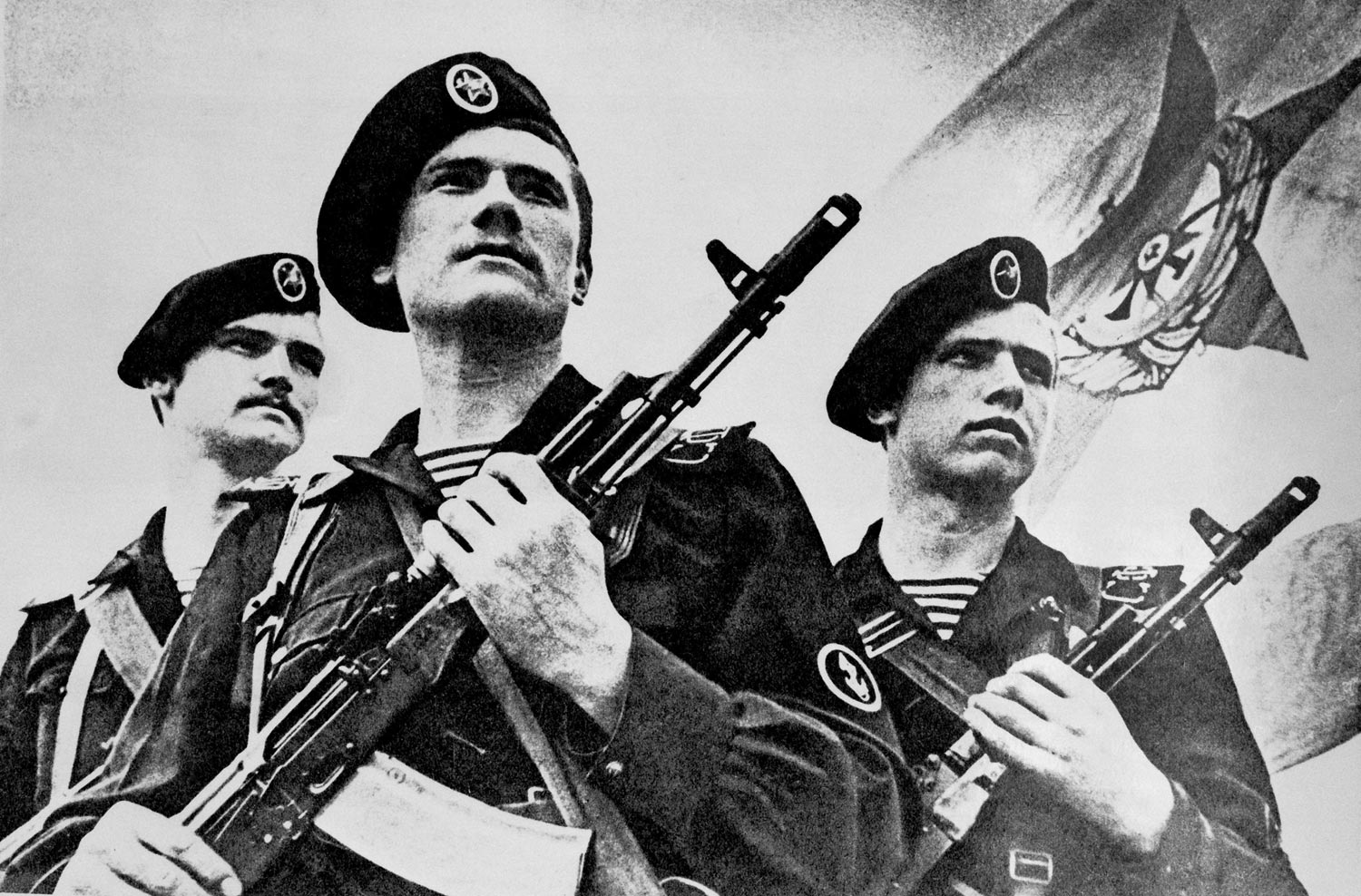
Infanteria de Marina Soviètica al 1985.

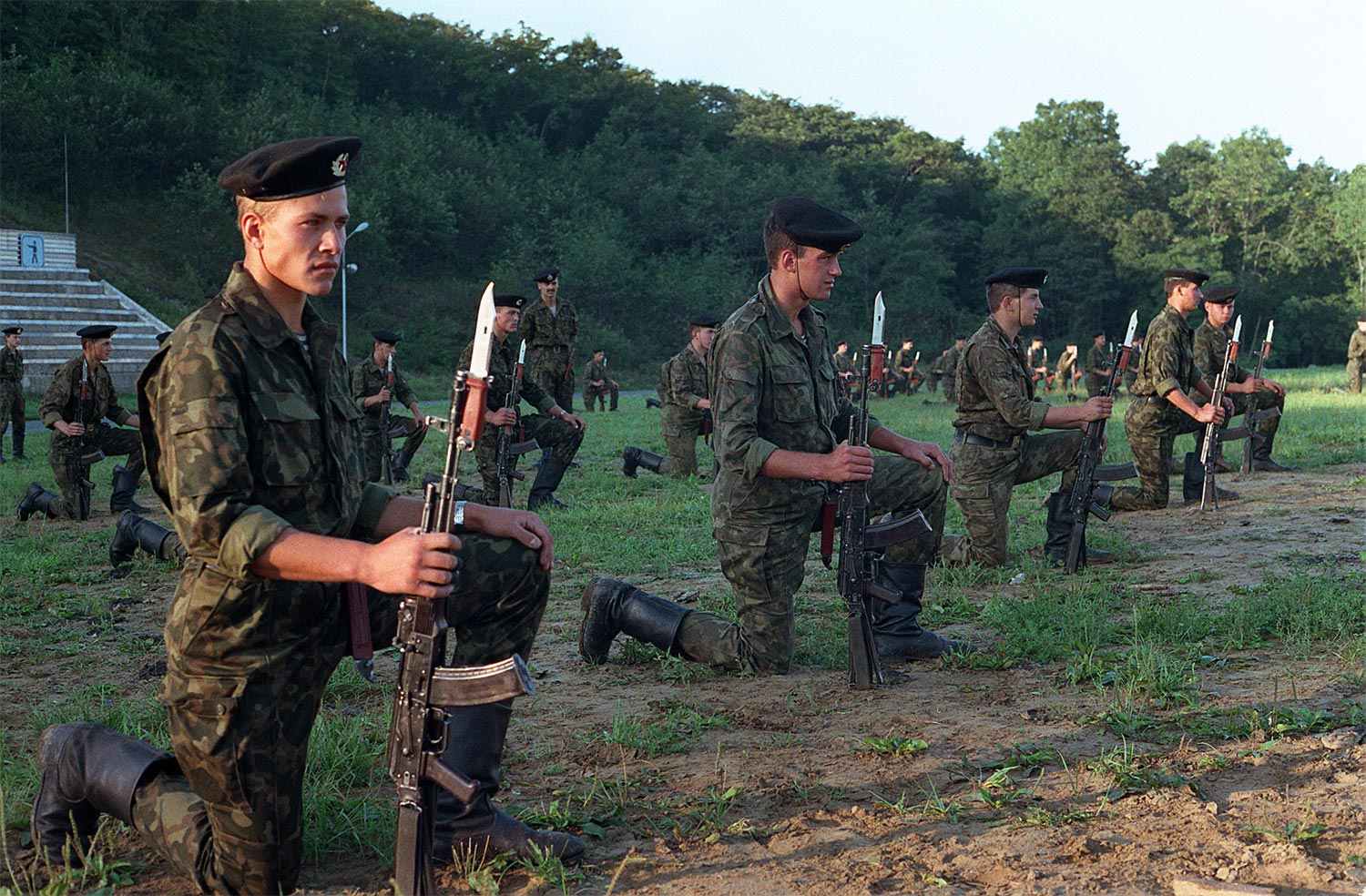
Infanteria de Marina Soviètica en una exhibició al 1990.

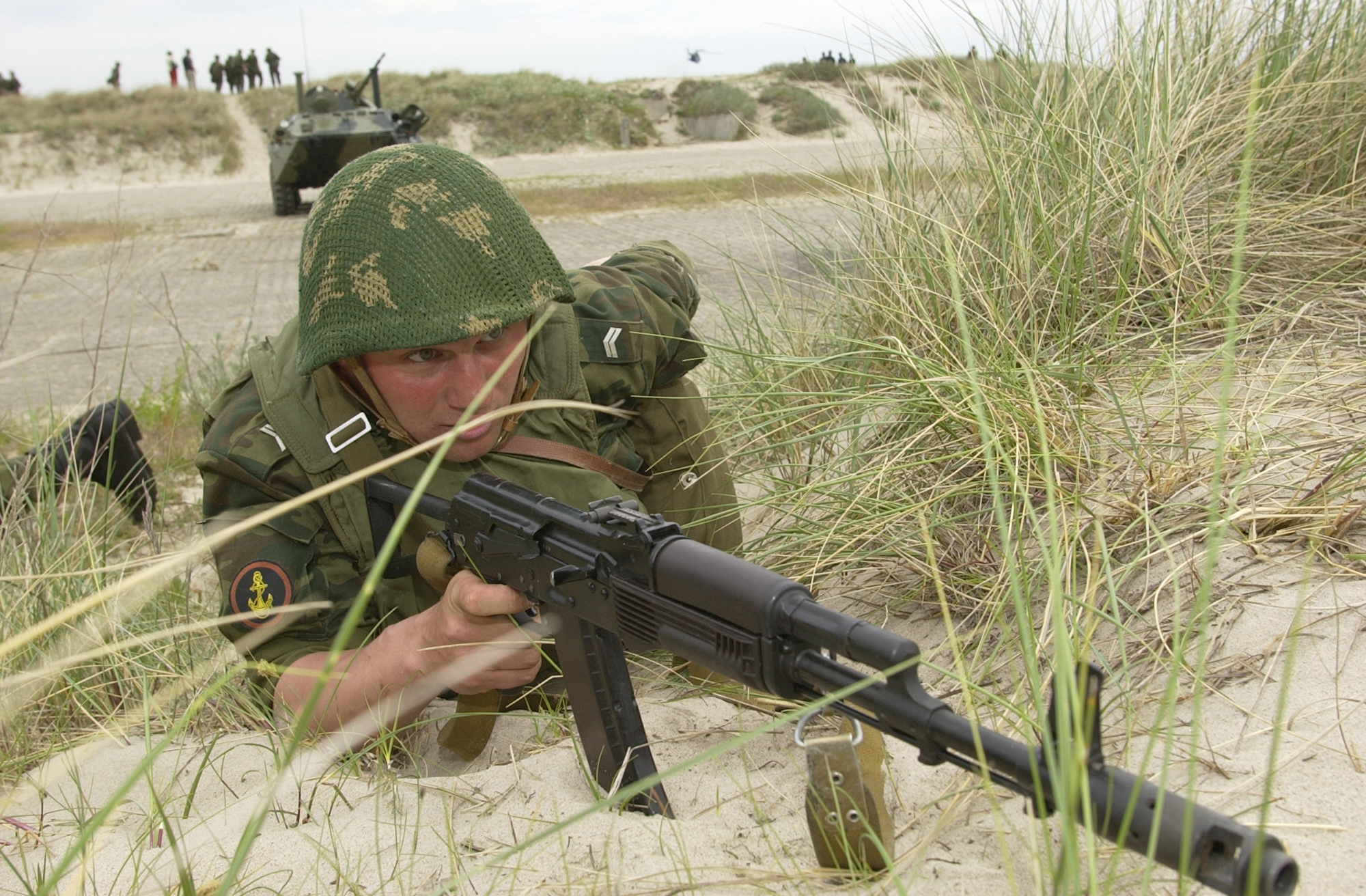
Un marine rus durant un exercici a Ustka (Polònia) al 2003, armat amb el fusell d'assalt AKS-74.

El 1961, la infanteria de marina va ser recreada i esdevingué una arma de combat de les Forces Navals Soviètiques. A cada flota se li assignà un regiment (després brigada) de la infanteria de marina. El cos rebé versions amfíbies dels vehicles blindats de combat, inclosos dels tancs emprats per l'exèrcit.
El 1989 la Infanteria de Marina comptava amb 18.000 membres, organitzats en la 55a Divisió d'Infanteria de Marina, amb seu a Vladivostok, i 3 brigades independents: la 63a Brigada de la Guàrdia Kirkenneskaia a Petxenga (Flota del Nord), la 36a Brigada de la Guàrdia a Baltisk (Flota del Bàltic) i una a Sebastòpol (Flota del Mar Negre).
Al final de la Guerra Freda, la Marina Soviètica tenia uns 80 naus de desembarcament, així com dos classe Ivan Rogov. Aquests podien transportar un batalló d'infanteria amb 40 vehicles blindats i les seves llanxes de desembarcament.
Amb 75 unitats, la Unió Soviètica disposava del major inventari mundial de llanxes d'assalt aerolliscadores. A més, molts del 2.500 vaixells de la marina mercant soviètica (Morflot) podien carregar armes i subministraments durant els assalts amfibis.
El 18 de novembre de 1990, a tot just abans de la signatura a París del Tractat de les Forces Armades Convencionals a Europa i del Document sobre la Confiança de la Construcció de Mesures de Seguretat de Viena, els soviètics presentaren dades sobre l'anomenat intercanvi inicial de dades. Aquestes mostraven una sobtada emergència de les anomenades divisions de defensa costanera (incloent la 3a a Klaipeda (Districte Militar del Bàltic), la 126a al Districte Militar d'Odessa i potser la 77a amb la Flota del Nord, juntament amb 3 brigades d'artilleria, subordinades a la Marina Soviètica, fins llavors desconegudes per l'OTAN. Gran part de l'equipament, que es comprenia que havia de ser limitat pel tractat, va ser declarat com a part de la infanteria naval. L'argument soviètic va ser que el tractat de París excloïa totes les forces navals, incloent els seus components a terra. Finalment, el govern soviètic va ser convençut que no es podia mantenir aquesta posició.
Una proclamació del govern soviètic del 14 de juliol de 1991, posteriorment adoptada pels seus estats successors, preveia que tot "l'equip limitat pel tractat" (tancs, artilleria i vehicles blindats) assignats a la infanteria naval o a la defensa costanera, comptaria contra la lletra del tractat.

### Federació Russa
La Infanteria de Marina de la Marina de Rússia inclou la 55a Divisió d'Infanteria Naval a la Flota del Pacífic (55-я Дивизия Морской пехоты Тихоокеанского Флота), les brigades independents de les flotes Bàltica i del Nord, de la Flotilla del Caspi, i el regiment independent de la Flota del Mar Negre. La principal base a l'Àrtida de la infanteria de la Flota del Nord rep el nom de Spútnik.
El 1994 es realitzaren les maniobres "Col·laboració des del mar" a Vladivostok, juntament amb la III Força Expedicionària Marine dels Estats Units, per promoure una relació més propera entre la Infanteria de Marina Russa i el Cos de Marines dels Estats Units. Ambdós cossos realitzaren de nou maniobres conjuntes l'any següent, però aquest com a Hawaii. "Col·laboració des del mar 1995" van ser unes maniobres de rescat d'un desastre marítim que incloïa entrenaments creuats i canvis de personal, i que culminaren un desembarcament amfibi combinat de marines estatudinencs i russos. L'objectiu de les maniobres va ser millorar la operativilitat combinada, la cooperació i l'entesa entre el personal rus i americà.
Des del 2000, la Flotilla del Capi disposa d'una nova brigada d'infanteria de marina, la 77a, amb seu a Kaspisk. La nova brigada, que ha de seguir la línia de la 77a Divisió Motoritzada té les tropes aquarterades a Kaspisk i a l'óblast d'Astracan, i disposa de 195 vehicles de combat i dos aerolliscadors enviats de Txukotka i de la Flota del Nord, a més de diversos helicòpters.

## Missió
Com a mínim hi ha un regiment d'infanteria de marina destinat a cadascuna de les principals flotes russes. En total, la Infanteria de Marina russa disposa d'uns 12.000 membres i té molt poca potència de foc o suport orgànic, i si fos destinada al combat requeriria reforços en menys d'una setmana. La doctrina militar russa preveu que la infanteria de marina sigui emprada només com tropes de xoc fent de punta de llança en un assalt que seria seguit per forces terrestres.
Les seves missions primàries en temps de guerra seria assaltar i mantenir estrets estratègics o illes i realitzar desembarcaments darrere les línies enemigues, així com defensar les zones crítiques de les bases navals. Durant la dècada de 1980 les maniobres realitzades a les illes Kurils, al nord del Japó, indicaren que l'objectiu eren les costes al voltant de punts crítics. En un conflicte, aquestes tropes haguessin estat enviades per capturar els estrets dels Dardanels o de Kattegat i, un cop assegurats, esperar un ràpid reforç.

## Desplegament actual

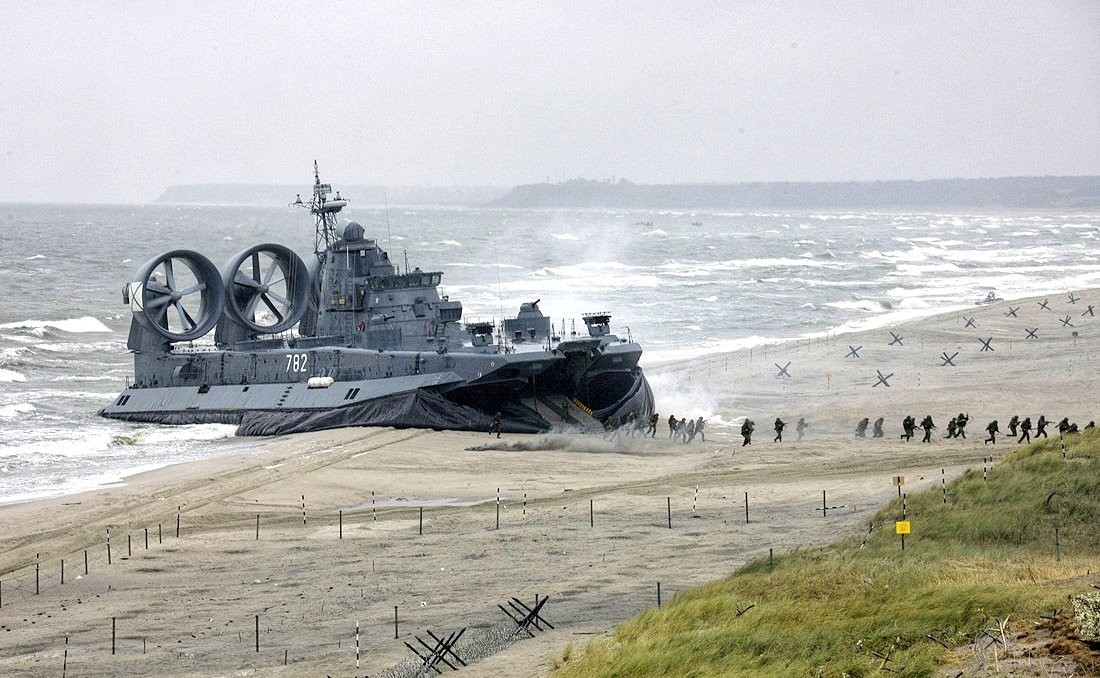
Maniobres (2009)

### Flota del Pacific
- 155a Brigada Separada d'Infanteria de Marina[5]
  - 59è Batalló Separat d'Infanteria de Marina
  - 84è Batalló Separat de Tancs d'Infanteria de Marina
  - 263a Bateria d'Artilleria Separada
  - 1484è Batalló Separat de Communicacions
- 3r Regiment Separat Krasnodar-Harbin d'Infanteria de Marina (Kamtxatka)
  - Batalló d'Assalt
  - Batalló d'Infanteria de Marina
  - Bateria d'Artilleria
  - 186è Batalló Separat d'Enginyers d'Infanteria de Marina

### Flota del Bàltic
- 299è Centre d'Entrenament de les Forces Costaneres de la Flota del Bàltic

- 336è Brigada Separada de la Guàrdia d'Infanteria de Marina Białystok - Baltisk
  - 877è Batalló Separat d'Infanteria de Marina
  - 879è Batalló Separat de Desembarcament (Desant)
  - 884è Batalló Separat d'Infanteria de Marina
  - 1612è Batalló Separat d'Artilleria autorpopulsada
  - 1618è Batalló separat d'Artilleria i Míssils Antiaeris
  - 53a Secció d'Infanteria de Marina d'escorta militar de càrrega - Kaliningrad

### Flota del Nord
- 61a Brigada Separada d'Infanteria de Marina Kirkinesskaia Bandera Roja - Spútnik
  - Quarter General de la Brigada
  - 874è Batalló Separat d'Infanteria de Marina
  - 876è Batalló Separat de Desembarcament (Desant)
  - 886è Batalló Separat de Reconeixement
  - 125è Batalló Separat de Tancs
  - 1611è Batalló Separat d'Artilleria autorpopulsada
  - 1591è Batalló Separat d'Artilleria autorpopulsada
  - 1617è Batalló separat d'Artilleria i Míssils Antiaeris

- 75è Hospital Naval
- 317è Batalló Separat d'Infanteria de Marina
- 318è Batalló Separat d'Infanteria de Marina

### Flota del Mar Negre
- 810a Brigada Separada d'Infanteria de Marina - Kazatxie Bukhta, Sebastòpol
  - 880 Batalló Separat d'Infanteria de Marina
  - 881 Batalló Separat d'Assalt
  - 888 Batalló Separat de Reconeixement
  - 1613 Bateria Separada d'Artilleria
  - 1619 Bateria Separada d'Artilleria de Defensa Aèria
- 382 Batalló Separat d'Infanteria de Marina

### Flotilla del Caspi
- 414è Batalló Separat d'Infanteria de Marina
- 727è Batalló Separat d'Infanteria de Marina

### Moscou
- Batalló Separat d'Infanteria de Marina - Moscou
- Companyia Separada d'escorta de transports - Moscou

## Organització

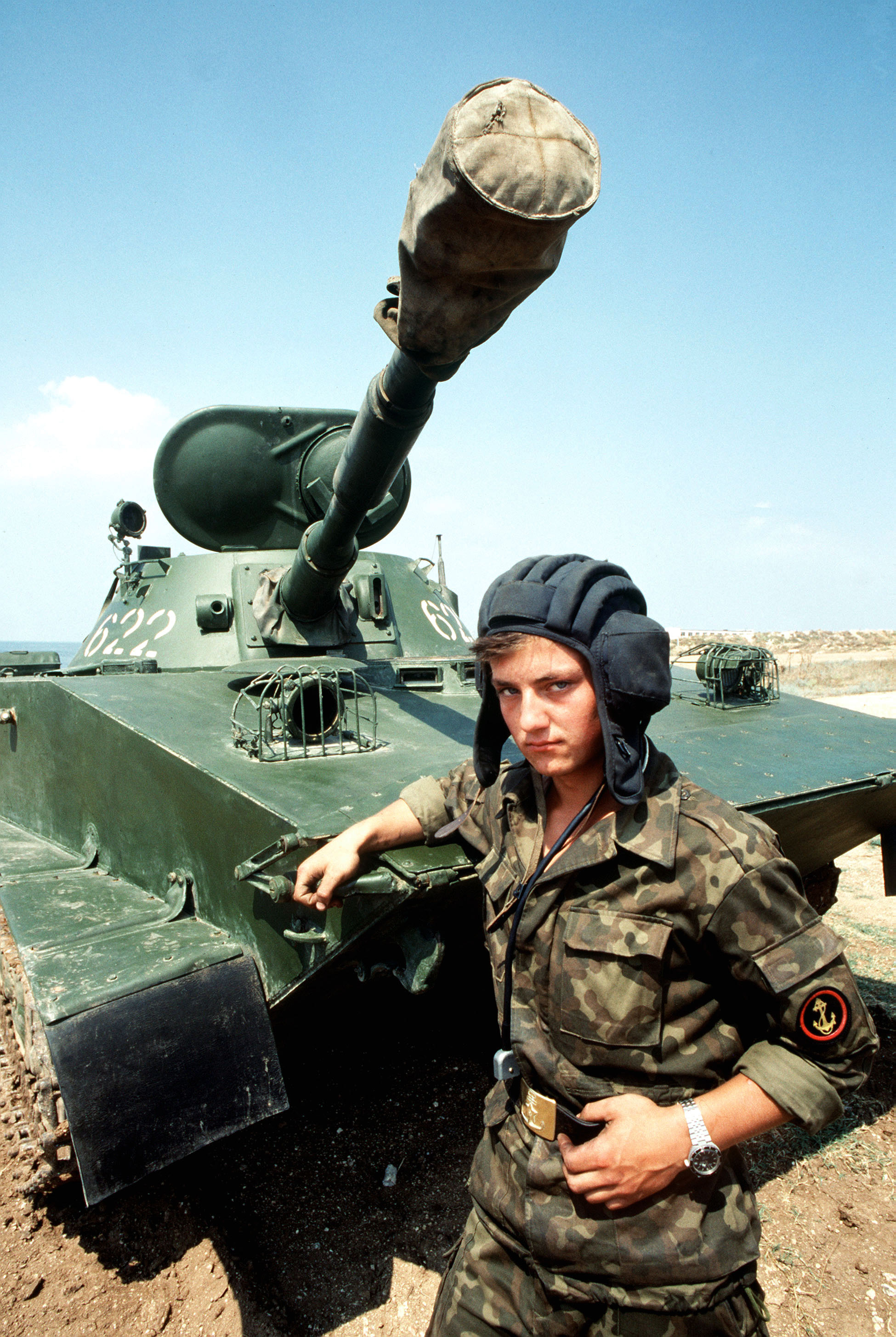
Infant de marina soviètic davant d'un PT-76

Un regiment d'infanteria de marina, equipat amb tancs PT-76 i blindats BRDM-2 consisteix en un batalló de tancs i 3 batallons d'infanteria de marina, un motoritzat amb vehicles amfibis sèrie BTR-60.
Una brigada, equipada amb tancs PT-76 ó T-80 i blindats BRDM-2, consisteix en 2 batallons de tancs i 4 ó 5 batallons d'infanteria de marina, un motoritzat amb vehicles amfíbis BTR-60. Un batalló de tancs originàriament disposa de 36 tancs.
Com a mínim un batalló d'infanteria té entrenament paracaigudista, mentre que la resta de batallons estan entrenats per realitzar missions d'assalt aeri.

## Equipament
La Infanteria de Marina Russa ha anat abandonant els tancs amfibis PT-76, però encara no disposa d'una gran quantitat de T-80. Una brigada completa d'infanteria de marina pot tenir entre 70 i 80 tancs. Els APC emprats són els BTR-80 (als batallons d'assalt aeri) o MT-LB (als batallons d'infanteria naval). A més, han de rebre BMP-3, tot i que la seva lliurança és més lenta del previs. Els BMP-3 han d'equipar una companyia per batalló.
Tancs
- T-80B
- T-72
- T-90

Artilleria autopropulsada
- 2S1 Gvozdika
- 2S9 NONA
- 2C23 "Nona-SVK"
- 2B16 "Nona-K"

 Vehicles de combat d'infanteria 
- BMP-2
- BMP-3F

 Vehicles cuirassats
- BTR-70
- BTR-80 / BTR-82A
- MT-LB

## Herois de la Unió Soviètica i de la Federació Russa

### Herois de la Unió Soviètica
| - Mariner Ahmed Dibirovitx Abdulmedjidov (1945 – a títol pòstum) - Mariner Mikhaïl Avramenko (1945 – a títol pòstum) - Sergent Noah P. Adamia (1942) - Sergent inferior Pavel Petròvitx Artemov (1945 – a títol pòstum) - Tinent Mikhaïl Ashik (1946) - Mariner Iakov Illarionovitx Baliaev (1945) - Major Mikhaïl Barabolko (1945) - Mariner Rajden M. Bartsits (1944) - Sots-oficial de primera classe Vasili Bachurin (1945 - a títol pòstum) - Capità Pietr Ksenofontovitx Baiuk (1943 - a títol pòstum) - Capità Nikolai Beliakov (1943) - General Peter K. Bogdanòvitx (1945) - Starxina de 2a Kirill V. Bochkovitx (1945 - a títol pòstum) - Starxina de 2a Paul F. Vansetski (1945 - a títol pòstum) - Guardiamarina Serguei Vasiliev (1942 - a títol pòstum) - Starxina de 2a classe Paul F. Vansetski (1945 - a títol pòstum) - Sots-oficial de primera classe Nikolai Vilkov (1945 - a títol pòstum) - Mariner Boris Stepànovitx Vixnevski (1945 - a títol pòstum) - Tinent Gregori S. Voloxko (1945 - a títol pòstum) - Sergent Varlam A. Gable (1946) - Mariner Ivan Ilitx Govorukhin (1945 - a títol pòstum) - Mariner Stepan Trofímovitx Golenev (1945 - a títol pòstum) - Capità Leontiev Golovlev (1945 - a títol pòstum) - Starxina de 2a classe Nikita A. Grebeniuk (1945) - Mariner Lado Xirinxaevitx Davidov (1944) - Tinent Peter G. Deikalo (1943) - Mariner de Primera Ivan Pavlovitx Dementiev (1945 - a títol pòstum) - Mariner Ilia Demianenko (1945 - a títol pòstum) - Mariner George D. Dermanovski (1945 - a títol pòstum) - Sots-oficial de la Guardia Pavel Khristoforovitx Dubinda (1945; Cavaller Complet de l'Orde de Glòria) - Mariner Ivan Ievteiev (1945 - a títol pòstum) - Sergent Sergei G. Zimin (1943) - Mariner Piotr I. Il'itxev, (1958 - a títol pòstum) - Starxina de 2a classe Ivan Stepanovitx Indik (1945 - a títol pòstum) - Mariner Nikolai Ivanovitx Kazatxenko (1945 - a títol pòstum) - Capità Dmitri S. Kalinin (1944 - a títol pòstum) - Sergent Ivan Katorjmi (1944) | - Mariner Vladimir Kipenko (1945 - a títol pòstum) - Tinent Nikolai Pavlovitx Kirillov (1944) - Sergent Vasili Kisliakov (1941) - Mariner de 1a Grigory Ivanovitx Kovtun (1945 - a títol pòstum) - Mariner de 1a Alexander Komarov (1945) - Starxina de 2a classe Mikhail Konovalov (1945 - a títol pòstum) - Tinent Basili Korda (1945 - a títol pòstum) - Sots-oficial Pavel Ivanovitx Kostenko (1944 - a títol pòstum) - Mariner Ivan Ilitx Kotov (1945 - a títol pòstum) - Major General de la Guàrdia Grigori Krivolapov Arkhipovitx - Starxina Nikolai Ivanovitx Kuznetsov (1945, Cavaller Complet de l'Orde de Glòria) - Major Cesar Kunikov (1943 - a títol pòstum) - Starxina de 2a classe Alexei Ivanovith Kupriianov - Tinent Viktor Leonov (1944, 1945) - Mayor Angel Litvinov (1943) - Starxina de 1a classe Iuri Lisitsin (1945) - Capità Loginov Sergey [44] (1944) - Mariner de 1a Profunda, Alexander (1945 - a títol pòstum) - Mariner Vladimir Petrovitx Maiborski (1945) - Starxina de 2a classe Ivan A. Makeenok (1945 - a títol pòstum) - Mariner Ami Aga Ogli Mamedov (1945 - a títol pòstum) - Mariner Kufur Nasirovitx Mamedov (1943 - a títol pòstum) - Coronel de la Guardia Vasili Filippòvitx Margelov (1944) - Sergent Nikolai G. Markelov (1945) - Sergent Andrei M. Markin (1944 - a títol pòstum) - Major Dmitri Martínov (1945) - Mariner Mikhaïl P. Mebix (1945 - a títol pòstum) - Sergent de la Guàrdia Víctor Medvedev (1944) - Marinero Nikolai Y. Medvedev (1945) - Mariner de 1a Vasili S. Minenkov (1945 - a títol pòstum) - Sots-oficial Caterina Illarionovna Mikhaïlova (1990) - Tinent Nikolai Gavrilovitx Motxalin (1945) - Mariner Leonid Nedogibtxenko (1945 - a títol pòstum) - Tinent de la Guàrdia Igor D. Nikolaenkov (1943) - Tinent Lavrenti I. Novojilov (1943 - a títol pòstum) - Mariner Fedor Alekseevitx Okatenko (1945 - a títol pòstum) - Tinent Konstantin Fedorovitx Olxanski (1945 - a títol pòstum) - Mariner Pavel Osipov (1945 - a títol pòstum) | - Sergent Inferior Vladimir Otxelenko (1945 - a títol pòstum) - Mariner Iefim Mitrofanovitx Pavlov (1945) - Mariner Iefim Onufrievitx Parkhomchuk (1945 - a títol pòstum) - Starxina de 1a classe Alexander P. Paxkov (1945 - a títol pòstum) - Mariner Nikolai Petrukhin (1945 - a títol pòstum) - Mariner Iermakov Prokofiev (1945 - a títol pòstum) - Tinent Alexander Raikunov (1943) - Contramestre de 1a Classe Philip Y. Rubakho (1944 - a títol pòstum) - Coronel Andrei Rijov (1965) - Mariner Ivan M. Sivko (1942 - a títol pòstum) - Caporal Vasili Sítnikov (1945) - Mariner Andrei A. Skvortsov (1943) - Mariner Nikolai Skvortsov (1945 - a títol pòstum) - Tinent Kiril Stronski (1943) - Starxina de 1a classe Sergei Sudejskij (1945 - a títol pòstum) - Mayor Ilia A. Teslenko (1943) - Mariner Alexander F. Toropov (1943) - Major General Basili Prokopòvitx Trushin (1945) - Mariner Gabriel Ielizarovitx Tiastxenko (1945 - a títol pòstum) - Mariner Iván Mikhaïlovitx Abubilla (1945 - a títol pòstum) - Mariner Nikolai A. Fadeev (1945 - a títol pòstum) - Comissari polític Nikolai Fil'txenkov (1942 - a títol pòstum) - Mariner Akren Mingazovitx Khairutdinov (1945 - a títol pòstum) - Mariner Mikhaïl Kobirovitx Khakimov (1945) - Mariner Nikolai P. Panes (1945 - a títol pòstum) - Mariner Dmitri Khodakov (1945 - a títol pòstum) - Mariner de 1a Khodyrev, Valentín V. [70] (1945 - a títol pòstum) - Tinent Ivan A. Tsibizov (1943) - Mariner Basili Fedoseevitx Tsibulko (1942 - a títol pòstum) - Mariner María Nikititxna Tsukanova (1945 - a títol pòstum) - Contramestre en Cap Basili T. Tsimbal (1943 - a títol pòstum) - Tinent Vladimir Ilitx Txumatxenko (1945 - a títol pòstum) - Marinero Abubatxir Baterbievitx Txuts (1945 - a títol pòstum) - Sergent inferior Pantelei Ixip (1945 - a títol pòstum) - Tinent Peter N. Txumatxenko (1943) - Starxina de 1a classe Kuzma Ixpak (1945 - a títol pòstum) - Mariner Nikolai Mitrofanovitx Ixtxerbakov (1945) - Tinent Ivan Mikhàïlovitx Iarotski (1945) |

### Herois de la Federació Russa
| - Starxina Gennadiy A. Azaritxhev (1995) - Tinent Coronel Vladimir A. Beliavski (2006) - Tinent Vladimir V. Borovikov (1995 - a títol pòstum) - Capità Viktor Vdovkin - Major Pavel Nikolaevitx Gaponenko (1996 - a títol pòstum) - Major Andrei Y. Guxtxin (1995) - Tinent Coronel de la Guàrdia Aleksandr Darkovitx (1995) - Starxina Andrei Vladimirovitx Dneprovski (1995 - a títol pòstum) - Contramestre principal Gregori Mikhaïlovitx Zamixliak - Guardamarina Andrei N. Zakhartxuk - Major Vladimir V. Karpushenko (2000) | - Tinent Coronel Dmitri Nikolaïevitx Klimenko - Capità de la Guàrdia Ievgeni N. Kolesnikov (1995 - a títol pòstum) - Major General Ievgeni Nikolaïevitx Kocheshkov (1995) - Tinent Superior Iuri Gerasimovitx Kuriagin (2000 - a títol pòstum) - Major-General Aleksandr Otrakovski (2000 - a títol pòstum) - Capità de la Guàrdia Dmitri Polkovnikov (1995) - Mariner Vladimir Vladimirovitx Tataxvili (2000 - a títol pòstum) - Tinent Superior Sergei Firsov (1995 - a títol pòstum) - Coronel Aleksandr Txernov (1996) - Major General de la Guàrdia Sergei Xeiko (1995) - Major General Viktor Xulyak |